# Górzno-Wybudowanie
Górzno-Wybudowanie – osada w Polsce położona w województwie kujawsko-pomorskim, w powiecie brodnickim, w gminie Górzno.
Powstało 1 stycznia 1969 przez wyłączenie gruntów rolnych o powierzchni ogólnej 1136,45 ha z miasta Górzno i właczenie ich do gromady Górzno.

## Podział administracyjny
W latach 1975–1998 miejscowość administracyjnie należała do województwa toruńskiego.

## Demografia
Według Narodowego Spisu Powszechnego (III 2011 r.) liczyło 367 mieszkańców. Jest trzecią co do wielkości miejscowością gminy Górzno.